# Педро П'єрлуїсі
Педро П'єрлуїсі (англ. Pedro Pierluisi; нар. 26 квітня 1959) — пуерто-риканський адвокат, лобіст та політичний діяч, 14-й і нинішній губернатор Пуерто-Рико з 2021 року.
Раніше працював міністром юстиції (1993—1997), постійним комісаром Пуерто-Рико в Палаті представників США (2009—2017) та виконувачем обов'язків державного секретаря. П'єрлуїсі був призначений губернатором Пуерто-Рико з 2 до 7 серпня 2019 року, однак територіальний Верховний суд визнав його вступ на посаду неконституційним.

## Ранні роки життя та освіта
Народився 26 квітня 1959 року в Сан-Хуані. 1981 року отримав ступінь бакалавра мистецтв, а пізніше отримав ступінь доктора юридичних наук. 1984 року був президентом асоціації студентів Пуерто-Рико в Університеті Тулейн. Пізніше був президентом міжнародного юридичного товариства університету імені Джорджа Вашингтона у 1982—1983 роках. Під час навчання в Університеті Джорджа Вашингтона, П'єрлуїсі стажувався в офісі конгресу тодішнього уповноваженого Пуерто-Рико Балтасара Коррада-дель-Ріо.

## Рання політична кар'єра
П'єрлуїсі почав займатися юридичною практикою у Вашингтоні з 1984 до 1990.
1993 року губернатор Педро Росселло висунув кандидатуру П'єрлуїсі на посаду міністра юстиції Пуерто-Рико. Його кандидатура була одноголосно підтверджена законодавчим органом Пуерто-Рико.

## Палата представників США
18 травня 2007 року П'єрлуїсі оголосив про свою кандидатуру на посаду уповноваженого постійного представника делегата Пуерто-Рико в Конгресі США на виборах у листопаді 2008 року. Він супроводжував тодішнього уповноваженого на посаду та кандидата у губернатори Луїса Фортуньо.
9 березня 2008 року П'єрлуїсі виграв первинні голоси[уточнити], набравши 61 % голосів проти колишнього президента Сенату Чарлі Родрігеса, який набрав 33 % голосів.
4 листопада 2008 року він переміг на посаді постійного комісара Пуерто-Рико, набравши понад 53 % голосів. Він склав присягу 6 січня 2009 року спікеру палати представників США Ненсі Пелосі. Він був головним учасником голосування на загальних виборах 2012 року, коли був переобраний на другий чотирирічний термін і випередив свого кандидата в депутати, а потім губернатора Луїса Фортуньо, а також тодішнього губернатора Алехандро Гарсію Паділлу.
П'єрлуїсі є членом Нової прогресивної партії Пуерто-Рико. Він переміг своїх суперників більш ніж на один мільйон голосів. Перебуваючи на Капітолійському пагорбі, П'єрлуїсі проводив депутатські вибори у Палаті демократичних партій.
15 травня 2013 року П'єрлуїсі подав законопроєкт HR 2000 про визнання Пуерто-Рико штатом США.

## Вибори 2020 року
16 серпня 2020 року П'єрлуїсі переміг на виборах губернатора проти Ванди Васкес Гарсед. За підрахунком даних з 75,6 % виборчих дільниць, П'єрлуїсі набрав близько 57,9 % голосів проти 42,1 % Васкеса, визначивши лідера Нової прогресивної партії.
20 липня 2020 року П'єрлуїсі підтримав кандидатуру Джо Байдена на президентських виборах у США 2020 року.
3 листопада 2020 року П'єрлуїсі був обраний губернатором Пуерто-Рико. Він отримав приблизно 32,9 % усіх голосів, розподілених між 6 кандидатами, які балотувались на посаду.
У лютому 2023 року Педро П'єрлуісі благав Сенат у Вашингтоні, округ Колумбія, щоб Сполучені Штати Америки схвалили законопроект, який передбачає проведення виборчих консультацій у Пуерто-Рико між варіантами американської державності, незалежності чи незалежності у вільній асоціації зі Сполученими Штатами. Америки..

## Вибори 2024 року
20 березня 2022 року під час генеральної асамблеї Нової прогресивної партії губернатор Педро П'єрлуісі оголосив, що балотуватиметься на другий термін. В інтерв'ю 28 серпня 2022 року він знову підтвердив пресі, що насправді балотуватиметься знову..

## Особисте життя
2019 року П'єрлуїсі повідомив, що розлучився зі своєю дружиною Марією Карріон, яка є сестрою суперечливого президента Ради фінансового нагляду Хосе Карріона. Це було його друге розлучення. Батько П'єрлуїсі, Хорхе П'єрлуїсі, працював секретарем житлового управління Пуерто-Рико під керівництвом губернатора Карлоса Ромеро Барсело з 1977 до 1985 рр. Його брат Хосе Хайме П'єрлуїсі, економічний радник тодішнього губернатора Педро Росселло, був розстріляний і вбитий під час автокрадів 1994 року.